# 文明塔 (潮州市)
文明塔，位于中国广东省潮州市饶平县三饶镇，为饶平县文物保护单位，类型为古建筑，公布时间为1981年7月。
文明塔的历史年代为清代。